# ماكغريغور
ماكغريغور (بالإنجليزية: McGregor, Texas)‏ هي مدينة تقع بولاية تكساس في شمال شرق الولايات المتحدة. تبلغ مساحة هذه المدينة 56.5 (كم²)، وترتفع عن سطح البحر 211 م، بلغ عدد سكانها 4727 نسمة في عام 2000 حسب إحصاء مكتب تعداد الولايات المتحدة وتصل الكثافة السكانية فيها 83.7 نسمة/كم2.

## التركيبة السكانية
حدّد مكتب تعداد الولايات المتحدة بيانات التركيبة السكانية لماكغريغور في تعداد الولايات المتحدة. في ما يلي، التركيبة السكانية حسب تعدادي 2000 و2010.

### تعداد عام 2000
بلغ عدد سكان ماكغريغور 4,727 نسمة بحسب تعداد عام 2000، وبلغ عدد الأسر 1,728 أسرة وعدد العائلات 1,207 عائلة مقيمة في المدينة. في حين سجلت الكثافة السكانية 83.8 نسمة لكل كيلومتر مربع (217.0/ميل2). وبلغ عدد الوحدات السكنية 1,856 وحدة بمتوسط كثافة قدره 32.9 لكل كيلومتر مربع (85.2/ميل2).
وتوزع التركيب العرقي للمدينة بنسبة 71.10% من البيض و11.53% من الأمريكيين الأفارقة و1.02% من الأمريكيين الأصليين و0.38% من الأمريكيين ذوي الأصول الآسيوية و14.41% من الأعراق الأخرى و1.57% من عرقين مختلطين أو أكثر و27.27% من الهسبانيون أو اللاتينيون من أي عرق.
بلغ عدد الأسر 1,728 أسرة كانت نسبة 37.7% منها لديها أطفال تحت سن الثامنة عشر تعيش معهم، وبلغت نسبة الأزواج القاطنين مع بعضهم البعض 51.4% من أصل المجموع الكلي للأسر، ونسبة 13.4% من الأسر كان لديها معيلات من الإناث دون وجود شريك، بينما كانت نسبة 5% من الأسر لديها معيلون من الذكور دون وجود شريكة وكانت نسبة 30.2% من غير العائلات. تألفت نسبة 27.7% من أصل جميع الأسر من عدة أفراد يعيشون في نفس المنزل ونسبة 15.2% كانت تتألف من شخص يعيش بمفرده يبلغ من العمر 65 عاماً أو أكثر. وبلغ متوسط حجم الأسرة المعيشية 2.63، أما متوسط حجم العائلات فبلغ 3.21.
بلغ العمر الوسطي للسكان 35.7 عاماً. وكانت نسبة 27.7% من القاطنين تحت سن الثامنة عشر، وكانت نسبة 9.1% بين الثامنة عشر والرابعة والعشرين عاماً، ونسبة 25.4% كانت واقعةً في الفئة العمرية ما بين الخامسة والعشرين والرابعة والأربعين عاماً، ونسبة 18.5% كانت ما بين الخامسة والأربعين والرابعة والستين، ونسبة 15.6% كانت ضمن فئة الخامسة والستين عاماً فما فوق. يوجد لكل 100 أنثى 89.1 ذكر، ويوجد لكل 100 أنثى في الثامنة عشر من عمرها فما فوق 85.6 ذكر.

### تعداد عام 2010
بلغ عدد سكان ماكغريغور 4,987 نسمة بحسب تعداد عام 2010، وبلغ عدد الأسر 1,748 أسرة وعدد العائلات 1,244 عائلة مقيمة في المدينة. في حين سجلت الكثافة السكانية 88.4 نسمة لكل كيلومتر مربع (229.0/ميل2). وبلغ عدد الوحدات السكنية 1,966 وحدة بمتوسط كثافة قدره 34.8 لكل كيلومتر مربع (90.1/ميل2).
وتوزع التركيب العرقي للمدينة بنسبة 68.32% من البيض و8.70% من الأمريكيين الأفارقة و1.06% من الأمريكيين الأصليين و0.16% من الأمريكيين ذوي الأصول الآسيوية و18.65% من الأعراق الأخرى و3.11% من عرقين مختلطين أو أكثر و37.14% من الهسبانيون أو اللاتينيون من أي عرق.
بلغ عدد الأسر 1,748 أسرة كانت نسبة 40.6% منها لديها أطفال تحت سن الثامنة عشر تعيش معهم، وبلغت نسبة الأزواج القاطنين مع بعضهم البعض 50.6% من أصل المجموع الكلي للأسر، ونسبة 16.2% من الأسر كان لديها معيلات من الإناث دون وجود شريك، بينما كانت نسبة 4.3% من الأسر لديها معيلون من الذكور دون وجود شريكة وكانت نسبة 28.8% من غير العائلات. تألفت نسبة 25.7% من أصل جميع الأسر من عدة أفراد يعيشون في نفس المنزل ونسبة 12.4% كانت تتألف من شخص يعيش بمفرده يبلغ من العمر 65 عاماً أو أكثر. وبلغ متوسط حجم الأسرة المعيشية 2.77، أما متوسط حجم العائلات فبلغ 3.34.
بلغ العمر الوسطي للسكان 34.4 عاماً. وكانت نسبة 29.1% من القاطنين تحت سن الثامنة عشر، وكانت نسبة 8.5% بين الثامنة عشر والرابعة والعشرين عاماً، ونسبة 24.5% كانت واقعةً في الفئة العمرية ما بين الخامسة والعشرين والرابعة والأربعين عاماً، ونسبة 22.1% كانت ما بين الخامسة والأربعين والرابعة والستين، ونسبة 15.8% كانت ضمن فئة الخامسة والستين عاماً فما فوق. وتوزع التركيب الجنسي للسكان بنسبة 47.9% ذكور و52.1% إناث.

## أعلام
- روبرت إس. كالفرت
- جون ر. كان

## وصلات خارجية
- The US50 - Cities and Towns in Texas State